# Свято літнього сонцестояння

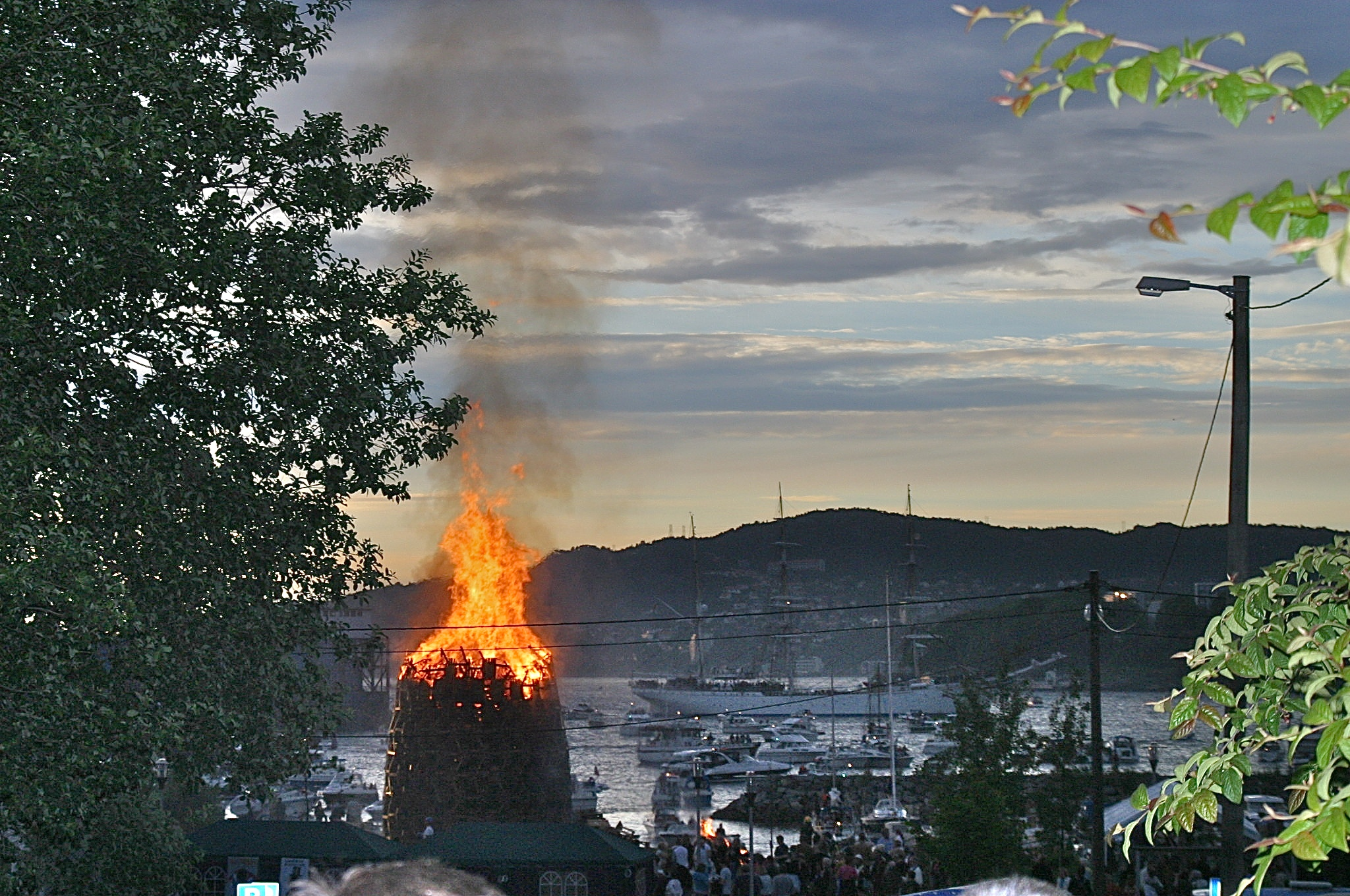
Святкове вогнище, Гордаланн

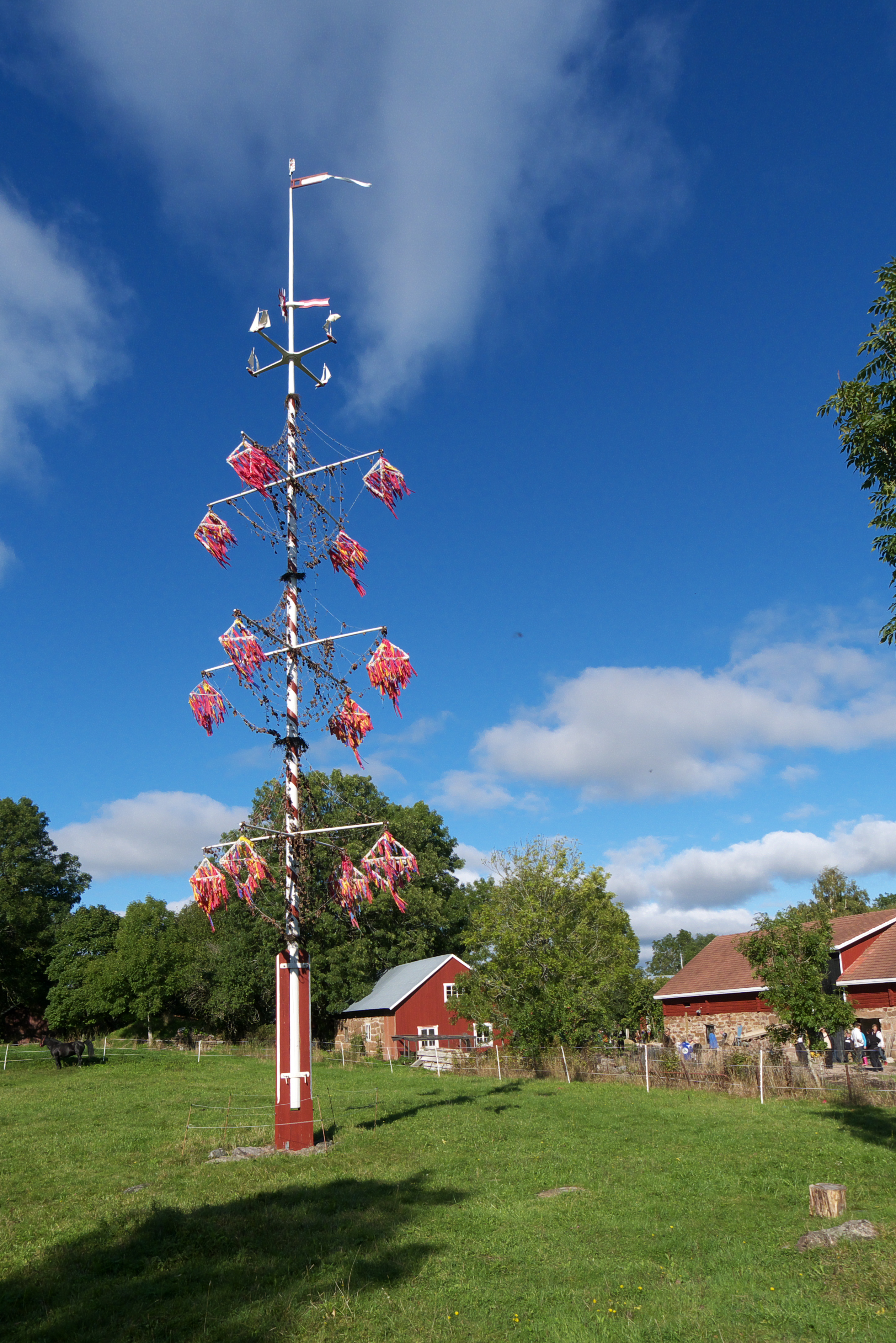
Жердина обіцянок, травневе дерево, Аландські Острови

Свято літнього сонцестояння — язичницьке і зороастрійське свято, найкоротша ніч року, в різних формах відзначалося в різних частинах світу. Є одним з чотирьох важливих свят та ключовою точкою відліку річного циклу.
У більш пізній період виникло схоже християнське свято, Різдво Іоанна Предтечі. Загальними рисами святкування в Європі є складання багать, купання у водоймах і ворожіння.

## Традиції святкування

### Східні і західні слов'яни, балти (литовці): Івана Купала
Східними слов'янами, на сході Польщі (Підляшшя) і на півдні Литви свято відзначається як Іван Купала. Було прийнято купатися, розпалювати багаття і стрибати через них. За повір'ям, саме в цю ніч розквітала папороть.

### Естонці
В Естонії свято називається Яаніпяєв (ісп. Jaanipäev), і збігається зі святкуванням дня перемоги.

### Фіни: Юханнус
У фінів та інгерманландців свято називається Юханнус (фін. Juhannus), від імені Іоанна Хрестителя. З 1934 року він відзначається як офіційне державне свято Фінляндії (фін. Suomen lipun päivä). Також офіційне церковне свято, день Івана Хрестителя. Традиційно святкували 24 червня, але з 1955 року відзначається в першу суботу після 19 червня, і припадає на 20 — 26 число. Така зміна була зроблена у Швеції ще раніше, а в Норвегії, Естонії та Латвії — ні. Прийнято прикрашати будинок, човен, пліт і інші місця зібрання людей гілками берези, палити велике багаття (фін. kokko). Серед фінських шведів існує традиція встановлювати «жердину обіцянок».

### Шведи: Мідсоммар
З 1953 року у Швеції свято середини літа (дослівно) святкується в найближчу після 19 червня суботу. Основні урочистості у шведів, на зразок встановлення жердини обіцянок, відбуваються напередодні, в переддень свята.

### Португальці: День святого Іоанна
У Португалії свято відзначається як Свято святого Іоанна (порт. Festa de São João). Португальці-католики вірять в очисну силу вогнищ св. Івана.

## В сучасних містичних традиціях
Літа (Litha) – свято літнього сонцестояння у сучасних неоязичників, які ґрунтують свій містичний світогляд на британських традиціях.  Одна з основних дат в Колесі року віккан. За одним з уявлень, це важливий час у циклах центральних постатей релігії (Бог перебуває у повноті своєї сили, Богиня приносить найбільший достаток). Разом з вшануванням родючості природи й щедрості сонця, віккани говорять, що в цей день рік робить крок до темряви, адже ночі стають довшими. Це уявляють як зустріч двох братів: Короля Дуба та Короля Падуба, один з яких символізує літо, а інший – зиму,

## В художній літературі
- «Сон літньої ночі» — п'єса Шекспіра (в оригіналі «Сон в ніч посередині літа»)
- «На краю літнього сонцестояння» – назва вірша Віктора Грабовського[4].
- Поема Ліни Костенко Скіфська «Одісея» містить рядки:

| «Було столів велике застеляння. / Були землі всещедрої плоди. / Бог літного сонцестояння / тоді брав шлюб з богинею води»[5] |